# Дерга
Де́рга — незшита частина жіночого одягу нижньої частини тіла, верхній жіночий одяг у вигляді плахти темного кольору. Її носили в будний день, у свята носили плахту. Цю назву вживали в центральній та східній Україні, в інших місцевостях таку незшиту частину жіночого одягу називали опинка, горботка, фота, запаска.
Дергу шили з товстого шорсткого сукна, тканого з овечої вовни, шириною 60-70 см. Таке фарбували в червоний чи чорний колір. Три метри такого сукна розрізали на три частини та зшивали і отримували таким чином одне полотнище, яким обгортали стан та підперізували поясом. Дергу носили найбільше на Полтавщині та Харківщині.